# Union aéromaritime de transport
« Le relais des Africains à Paris » (1952)
« La compagnie au service de l'Afrique » (1960)

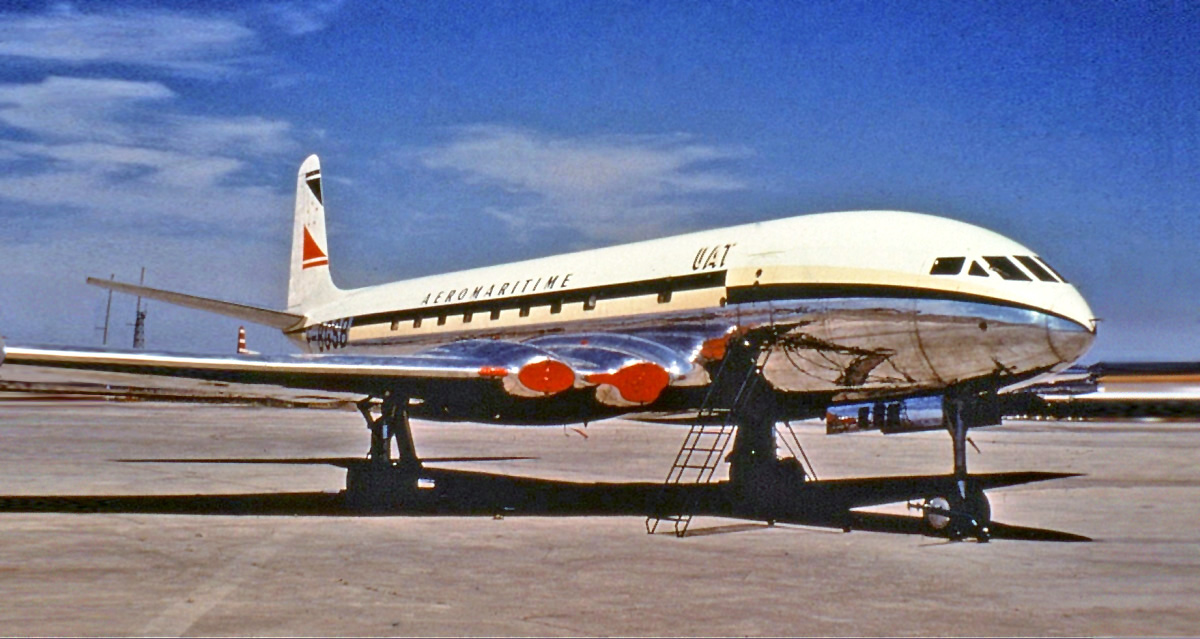
De Havilland Comet 1 d'Aéromaritime en 1952.

L’Union aéromaritime de transport (UAT) est une ancienne compagnie aérienne française (1949-1963).

## Historique
- 1949 : L'Aéromaritime s'associe avec la Sati (Société aérienne de transports internationaux, créée en 1948) et crée UAT (Union aéromaritime de transport) le 13 octobre (capital Chargeurs 40 %, Air France 40 %, Jean Combard et Roger Loubry créateurs de la Sati pour Société aérienne de transports internationaux 20 %).
- 1952 : l'UAT est l'une des premières compagnies au monde à mettre en service des avions à réaction : avec l'introduction des Comet 1A.
- 1er mai 1955 : prise de contrôle d'Aigle Azur (créée en 1946 par Sylvain Floirat).
- 1963 : L'UAT fusionne avec TAI (Transports aériens intercontinentaux, créée le 1er juin 1946) pour créer le groupe UTA (Union de transports aériens).

## Flotte
La compagnie a possédé au-moins six Douglas C-54 ainsi qu'un DC4-1009 ex-South African Airways.
Pour ses opérations en Afrique, elle s'intéresse au Noratlas, commandant d'abord quatre 2501A (une version civile pour vols cargo et passagers) puis des 2502A, dotés de deux réacteurs d'appoint Turbomeca Marboré utilisés lors des décollages à pleine charge par temps chaud. Le F-BGZB s'est désintégré en vol en 1959 causant la mort du président centrafricain Barthélemy Boganda et la force aérienne portugaise rachètera six exemplaires.
En 1952-1953, l'UAT fait l'acquisition de trois De Havilland Comet 1A, une version à plus grand rayon d'action du Comet 1 (Air France fera l'acquisition de trois appareils identiques). Ils seront immatriculés F-BGSA à -BGSC, ce dernier étant détruit lors d'une sortie de piste à Dakar le 25 juin 1953. Tous les Comet seront cloués au sol en 1954 après deux crashs dus à des défaillances structurelles, les deux appareils de l'UAT seront finalement ferraillés au Bourget en 1961.
Fin 1953, l'UAT acquiert deux Douglas DC-6A ex Slick Airways puis deux DC-6B de la Sabena et de Philippine Airlines. Ils remplaceront les Comet à réaction. En 1955, en reprenant Aigle Azur, l'UAT prend possession de trois autres : un DC-6B neuf, un DC-6A ex-Canadian Pacific et un DC-6B ex-Philippine Airlines. En 1958-1959 s'ajoutent deux DC-6B neufs et deux autres rachetés à Canadian Pacific. La plupart seront revendus à Air Afrique après la création d'UTA. Le F-BGTZ devait s'écraser dans une tempête au décollage de Salisbury en 1958.
Pour les vols intérieurs au Cameroun, trois De Havilland Heron ont été acquis en 1953 et revendus en 1960 ; le F-BGOI s'écrasera sur les flancs du Mont Koupé en 1955.
En 1960, après six ans, l'UAT redevient exploitant d'avions à réaction : deux DC-8-32 immatriculés F-BJLA et -BJLB. Trois ans plus tard, elle ajoute le F-BLLC ex-Northwest Orient Airlines. Ils rejoindront les trois de TAI lors de la création de l'UTA et deux seront rééquipés de réacteurs à double flux, devenant des DC-8-53. Après avoir servi pour Air Afrique, l'ex F-BJLB sera utilisé pour l'entraînement des pompiers à l'aéroport de Zurich, étant finalement démantelé en 2014.